# Carlos Menchaca
Carlos Menchaca (sinh ngày 11 tháng 9 năm 1980) là thành viên Hội đồng cho Quận 38 của Hội đồng Thành phố New York. Ông là một đảng viên Dân chủ. Khu vực này bao gồm các khu phố Brooklyn của Sunset Park, Red Hook, Greenwood Heights, và một phần của Borough Park, Dyker Heights, và Windsor Terrace.

## Cuộc đời và sự nghiệp
Menchaca, người sinh ra ở El Paso, Texas, là người Mỹ gốc Mexico đầu tiên được bầu vào văn phòng công cộng ở thành phố New York, và là thành viên Hội đồng thành phố New York đồng tính công khai đầu tiên từ Brooklyn.
Trước khi nhậm chức, Menchaca làm việc tại Văn phòng Tổng thống Brooklyn Borough, với tư cách là Điều phối viên chính sách và ngân sách vốn của Marty Markowitz từ năm 2005 đến năm 2011. Từ 2011 đến 2013, Menchaca từng là người liên lạc với cộng đồng LGBT và HIV/AIDS cho Văn phòng Chủ tịch trong Hội đồng thành phố New York.
Menchaca, cùng với Nghị viên Brad Lander, đã bị bắt vào tháng 1 năm 2015 tại một cuộc biểu tình cho công nhân rửa xe.